# Abspannmast

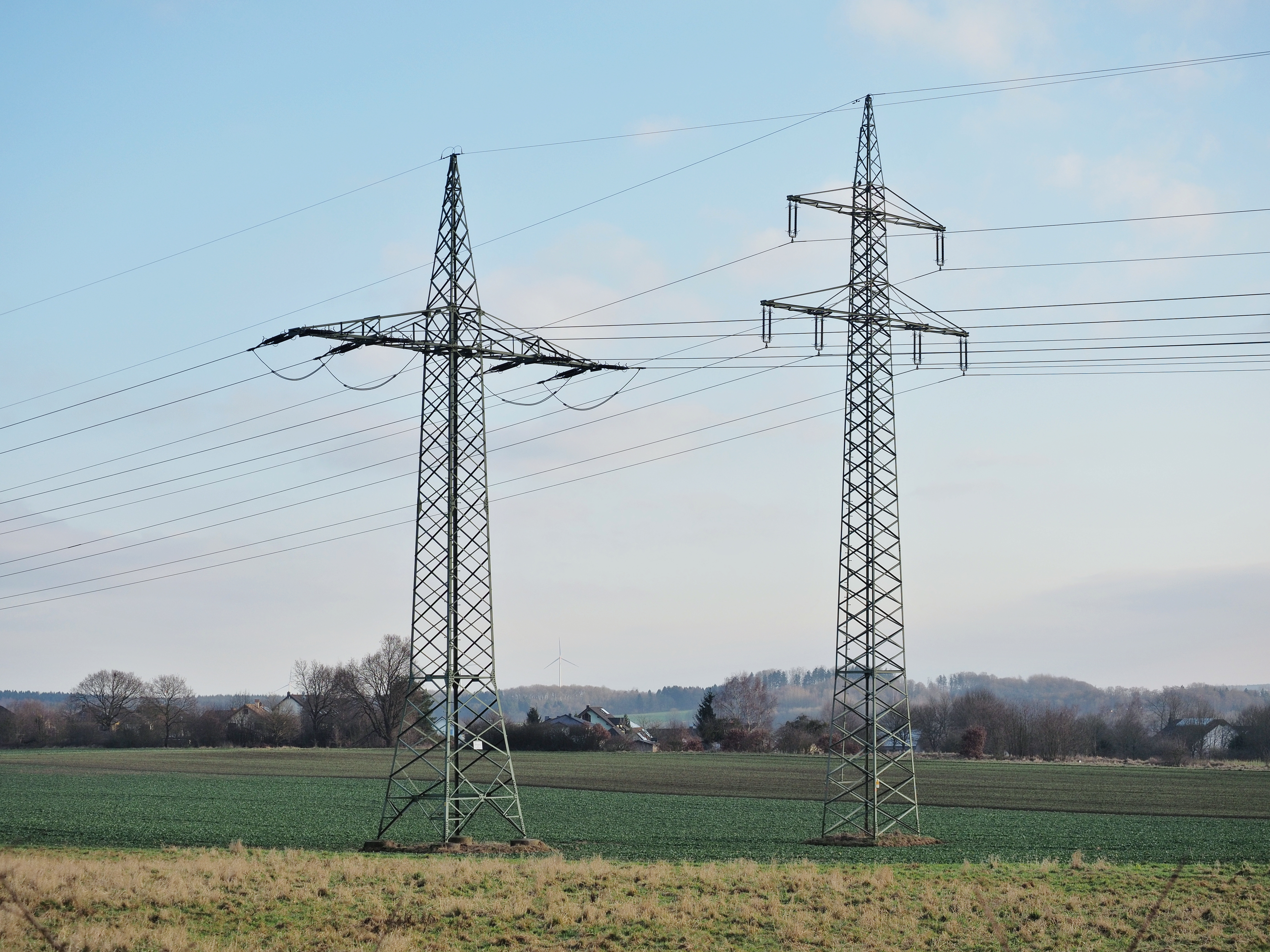
Links ein Abspannmast einer Bahnstromleitung. Die Leiterseile enden beidseitig und sind mit Stromschlaufen verbunden. Rechts ein Tragmast zum Vergleich

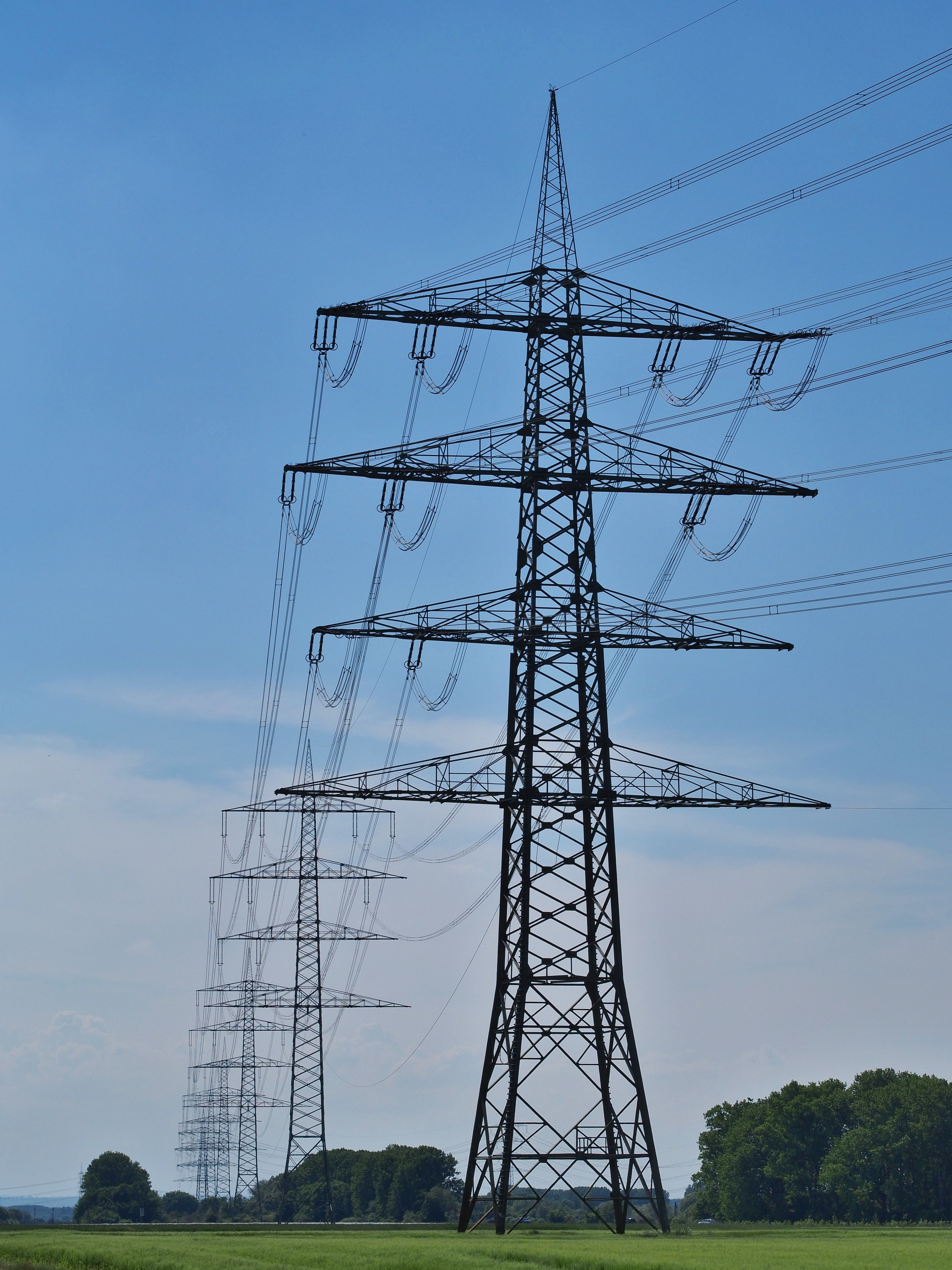
Der Abspannmast im Vordergrund ist deutlich stabiler konstruiert als die Tragmaste dahinter (380-kV-Leitung bei Biblis)

Ein Abspannmast ist ein spezieller Freileitungsmast, an dem die Leiterseile einer Freileitung oder eines Abschnittes davon mechanisch enden. Meist wird die Freileitung direkt auf der anderen Seite des Mastes mit einem neuen Abschnitt fortgeführt, sie kann aber auch auf einem anderen Weg weitergeführt werden, beispielsweise über ein Erdkabel.

## Bauweise
Bei Abspannmasten hängen die Isolatoren nicht wie bei Tragmasten vertikal am Mast, sondern richten sich durch den mechanischen Zug in Richtung des Leiterseils aus.
Wenn die Leitung an der anderen Seite des Mastes fortgeführt wird, stellen die meist frei unter den Isolatoren hängenden Stromschlaufen die elektrischen Verbindungen zwischen den Leiterseilen beider Leitungssektionen her. In der Regel wird die Stromschlaufe aus der Verbindung der beiden freien Enden der Leiterseile gebildet. Die einfachste Bauart eines Verdrillmastes wird hergestellt, indem an einem Abspannmast zwei oder alle Stromschlaufen über Kreuz geführt werden.
Da Abspannmaste nicht nur das Gewicht der Leiterseile tragen, sondern auch die Zugkräfte und bei Richtungsänderungen der Trasse auch Querkräfte aufnehmen müssen, sind sie in der Regel stabiler gebaut als Tragmaste.

## Einsatz

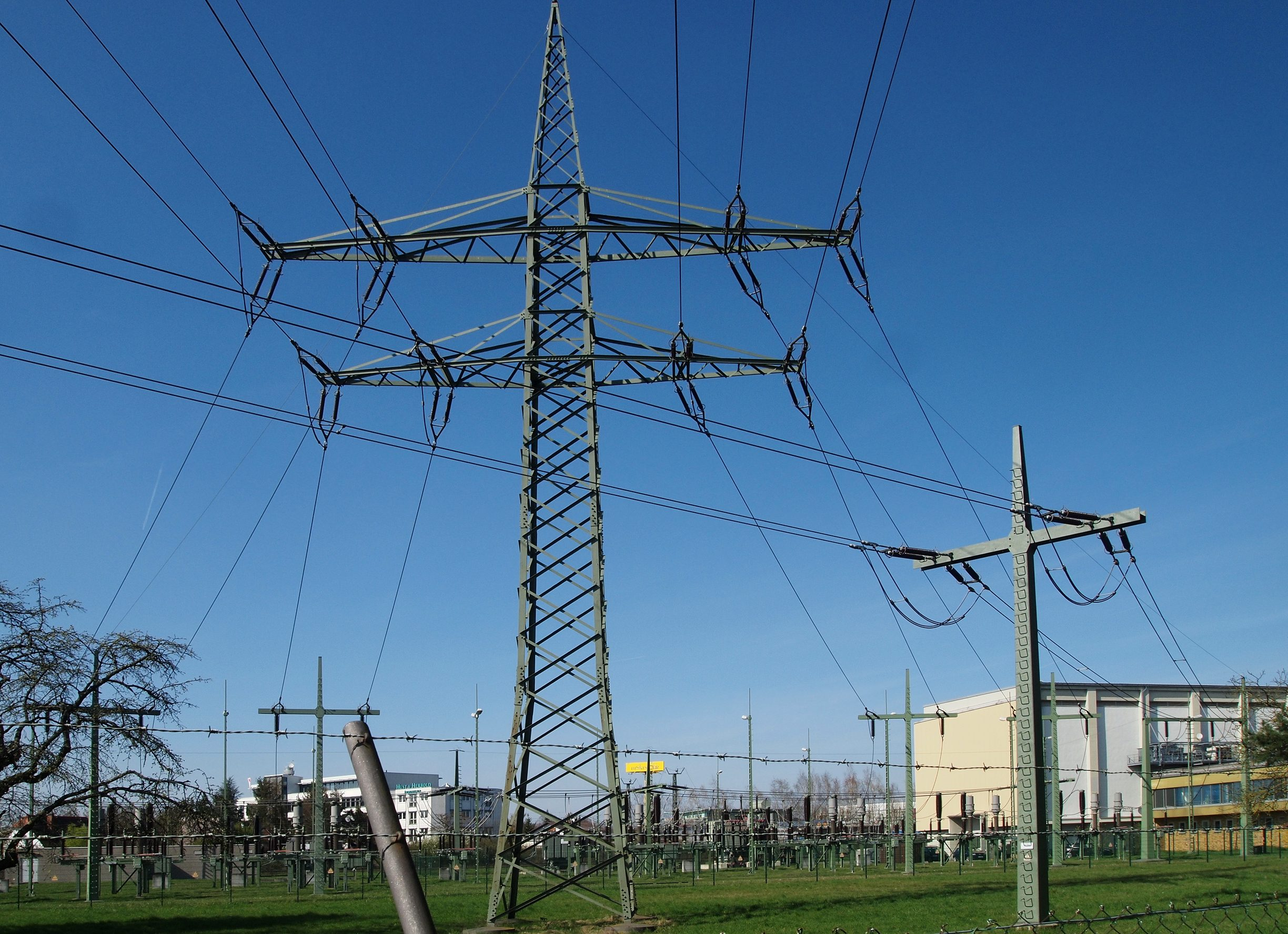
Abspannmasten als Portal

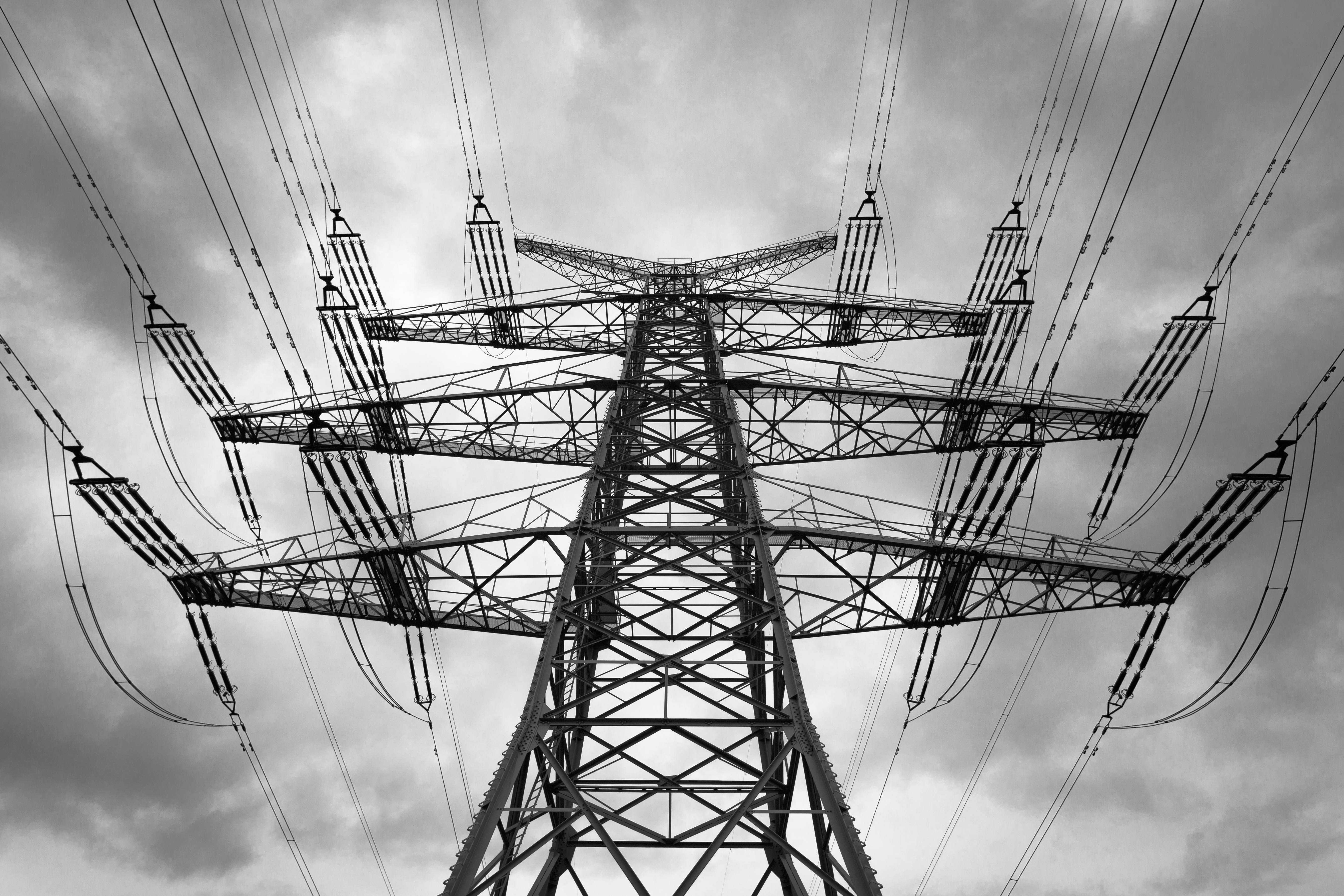
Abspannmast an der Elbekreuzung 2, Hetlingen

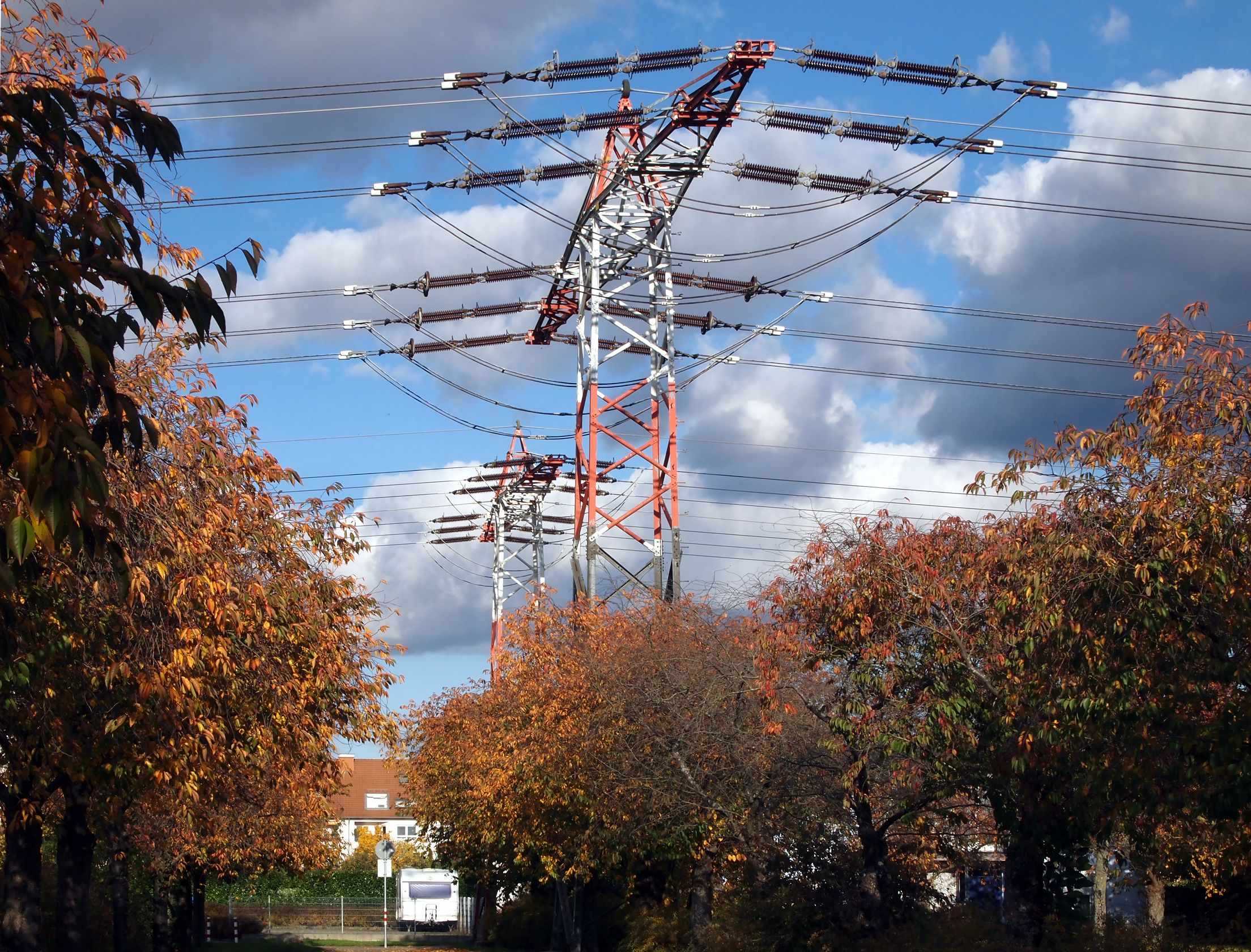
Einebenen-Abspannmast mit niedriger Bauhöhe in der Nähe eines Flugplatzes.

Abspannmaste werden als Eckmaste im Regelfall dort eingesetzt, wo sich die Richtung der Freileitungs-Trasse ändert. Dies ist prinzipiell zwar auch ohne Abspannmast durch Einsatz eines Winkeltragmastes möglich, wird in Deutschland aber nur selten so gehandhabt.
Auch der letzte Mast vor der Einführung einer Freileitung in eine Schaltanlage ist fast immer ein Abspannmast, der die hohen Zugkräfte der Leitung aufnimmt, dahinter folgt meist ein Abspannportal.
Eine andere Anordnung findet sich oft in Großbritannien, aber gelegentlich auch in Deutschland, wo der letzte Abspannmast in normaler Bauhöhe innerhalb der Schaltanlage steht und gleichzeitig die Funktion des Portals übernimmt, indem die Leiterseile vom Mast vertikal in den bodennahen Bereich der Anlage geführt werden. 
Gleiches gilt beim Übergang in ein Erdkabel, hier ist der Endmast ebenfalls ein Abspannmast. Abzweigmaste sind meistens mindestens für die Leitungstrasse, die in eine andere Richtung weiterführt, ebenfalls Abspannmaste.
Abspannmaste findet man oft – insbesondere bei älteren Leitungen, wie der deutschen Nord-Süd-Leitung – an beiden Seiten der Querung einer Eisenbahnlinie, eines Flusses oder eines Tales. Zusätzlich zu ihrer höheren Belastbarkeit bieten sie bei gleicher Bauhöhe eine höhere Bodenfreiheit der Leiterseile, da diese in etwa auf Höhe der Traverse am Mast befestigt sind und nicht am unteren Ende eines an der Traverse hängenden Isolators.
Da Leiterseile für Freileitungen nicht länger als etwa fünf Kilometer am Stück gefertigt werden können, muss man auch bei geradem Trassenverlauf spätestens nach dieser Leitungslänge mit einem Abspannmast einen Übergang von einer Leitungssektion in die folgende schaffen.

## Besonderheiten

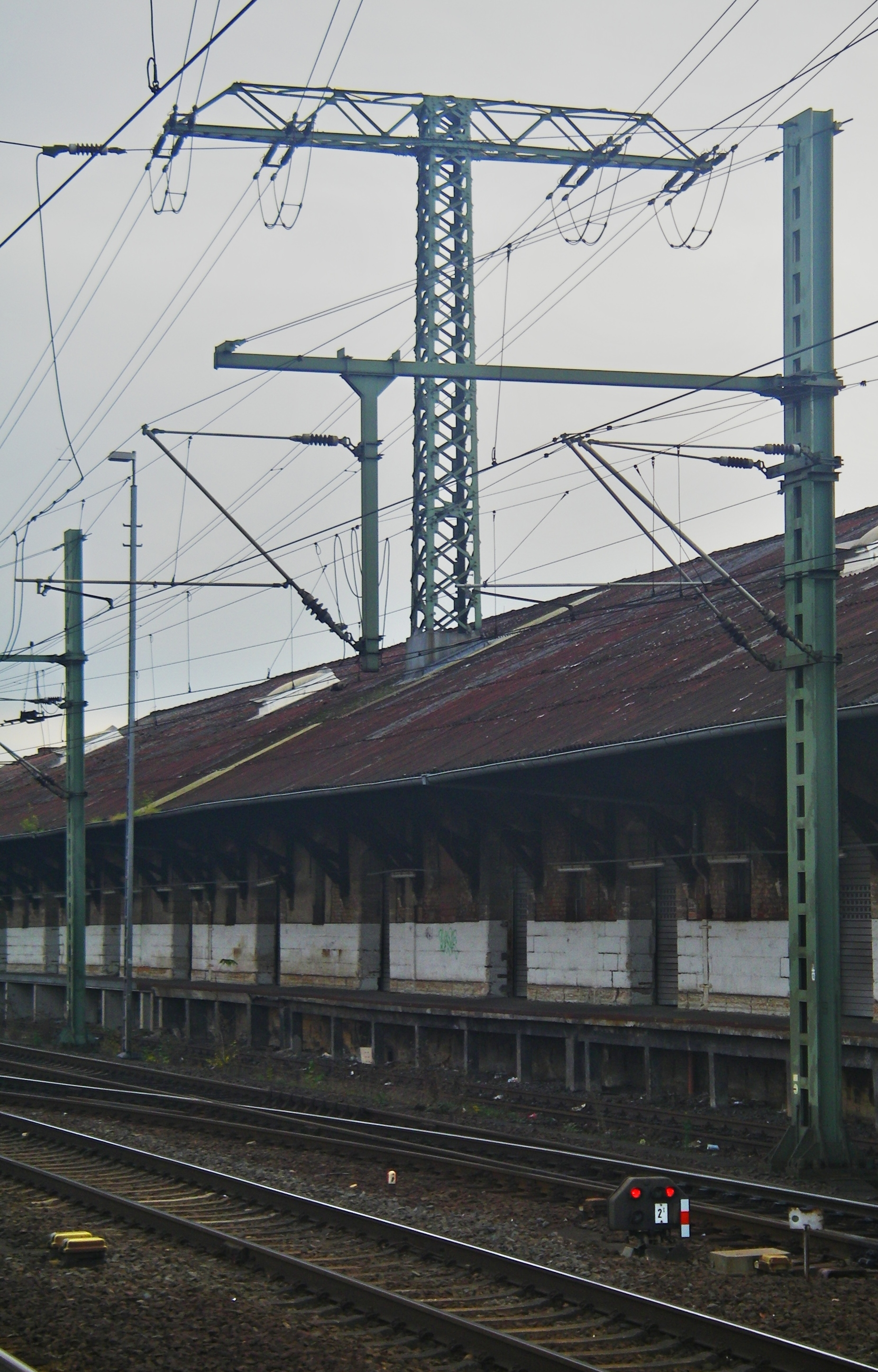
Mast 9108 in einem Schuppen

- Der Abspannmast im Stausee von Santa Maria in der Schweiz steht auf einem Fundament in einem Stausee.
- Die zahlreichste Folge von Abspannmasten in Deutschland befindet sich in der Bahnstromleitung der Schnellfahrstrecke Hannover–Würzburg (Rethen–Gemünden) im Stadtgebiet von Fulda. Wegen des stark eingeschränkten Trassenraumes folgen hier 30 Abspannmaste aufeinander, teils in sehr geringen Abständen. Der nördlichste ist Mast 9124, der südlichste Mast 9095. Einer davon, Mast 9108, steht in einem Lagerschuppen am Fuldaer Bahnhof und durchstößt dessen Dach.